# Plan operacyjny „Wschód”
Plan operacyjny „Wschód” – plan operacyjny Wojska Polskiego II RP na wypadek wojny ze Związkiem Radzieckim.
Plan wojny obronnej ze wschodnim sąsiadem, w odróżnieniu od planu „Zachód” był opracowywany przez cały okres II RP. Plan „Wschód” nie zachował się jednak w formie jednolitego dokumentu, nieznane są też jego dokładne założenia.
Do jego opracowania przystąpiono w 1935. Początkowo do jego opracowania wykorzystywano wcześniejsze studia operacyjne prowadzone na kierunkach ewentualnych zagrożeń ze  strony Armii Czerwonej. Prace planistyczne zakończono w 1938. W tym też roku, wobec  interwencji dyplomatycznej ZSRR wobec Polski i  przesunięciami sowieckich jednostek wojskowych w kierunku granicy z Polską,  przystąpiono do prac związanych z uruchomieniem planu operacyjnego „Wschód”. Wykonano dokumenty operacyjne. W wyniku działań dyplomatycznych konflikt został zażegnany.
Od 19 marca 1936 do 21 marca 1939 szefem Wydziału „Wschód” był ppłk dypl. Leopold Okulicki.

## Założenia planu
W 1936 nowy Generalny Inspektor Sił Zbrojnych gen. Edward Śmigły-Rydz wydał wytyczne do opracowania planu. Miał to być plan defensywny z elementami obrony manewrowej. Należało tak prowadzić działania, by kanalizować uderzenia nieprzyjaciela na dogodnych, wybranych przez siebie kierunkach, zadać mu jak największe straty i stwarzać warunki do rozstrzygnięć przez stosowanie zwrotów zaczepnych. Dużą zatem rolę miały spełniać odwody strategiczne. Przewidywano prowadzenie operacji zaczepnych zarówno na wybranych kierunkach operacyjnych jak i w skali strategicznej. W obu przypadkach planowano działanie sił sojuszniczych.
Szczegółowy plan działania w fazie walk nadgranicznych przewidywał prowadzenie działań opóźniających przez oddziały osłonowe połączone z rozpoznaniem jego sił i głównych kierunków uderzeń. Po wprowadzeniu przez przeciwnika do walki drugich rzutów operacyjnych, jednostki polskie miały zorganizować obronę na linii rzek: Stryj, dalej przez rejon Lwowa, wzdłuż Styru i Jasiołdy, Kanału Ogińskiego, Szczary i Niemna do granicy litewskiej. Była to rubież ostatecznego oporu. Pod jej osłoną planowano odtworzyć odwody strategiczne – na Podlasiu i  w Małopolsce.
Zadania związków operacyjnych
- Armia „Podole”  miała bronić pasa o szerokości 180 km od granicy z Rumunią do Dederkał.
- Armia „Wołyń” miała bronić ok. 150 km odcinek od Dederkał do Horynia, a Samodzielna Grupa Operacyjna „Polesie” do wysokości Klecka
- Około 120 km odcinka do Puszczy Nalibockiej broniła  Armia „Baranowicze”.
- Na 200 kilometrach bronić się miała Armia „Wilno”. Jej pas obrony sięgał granicy z Łotwą.

Pierwszorzutowe armie posiadałyby łącznie osiemnaście dywizji piechoty, osiem brygad kawalerii oraz prawie wszystkie  jednostki KOP-u. Odwodowe związki operacyjne liczyły  dwanaście dywizji piechoty, a siedem dywizji rezerwowych stanowiłoby odwód  Naczelnego Wodza.

## Przypuszczalny skład związków operacyjnych
- Armia „Wilno”[2]
  - planowany dowódca armii – gen. dyw. Stefan Dąb-Biernacki
  - 1 Dywizja Piechoty
  - 18 Dywizja Piechoty[3]
  - 19 Dywizja Piechoty
  - 29 Dywizja Piechoty
  - Obszar Warowny „Wilno”
  - Wileńska Brygada Kawalerii
  - Suwalska Brygada Kawalerii
  - Podlaska Brygada Kawalerii
  - Pułk KOP „Wilno”
  - Pułk KOP „Głębokie”
  - Pułk KOP „Wilejka”
  - Pułk KOP „Wołożyn”
  - Półbrygada ON Dzisna
  - 3 pułk artylerii ciężkiej
  - III/3 dywizjon myśliwski
- Armia „Baranowicze”[4]
  - planowany dowódca armii gen. dyw. Tadeusz Piskor
  - 8 Dywizja Piechoty
  - 9 Dywizja Piechoty
  - 20 Dywizja Piechoty
  - 28 Dywizja Piechoty
  - Nowogródzka Brygada Kawalerii
  - Mazowiecka Brygada Kawalerii
  - Pułk KOP „Snów”
  - 9 pułk artylerii ciężkiej
  - III/4 dywizjon myśliwski
- SGO (Armia ?) „Polesie” – inspektor armii – gen. broni Kazimierz Sosnkowski[5], na dowódcę SGO „Polesie” przewidywany był prawdopodobnie gen. bryg. Emil Krukowicz-Przedrzymirski[6].
- Armia „Wołyń” – inspektor armii (planowany dowódca armii) gen. dyw. Stanisław Burhardt-Bukacki
- Armia „Podole” – inspektor armii (planowany dowódca armii) gen. dyw. Kazimierz Fabrycy

Armie rezerwowe
- Armia „Lwów”
- Armia „Lida”
- Odwody Naczelnego Wodza:
  - Armia Odwodowa (Odwód główny NW) – planowane rozmieszczenie w okolicach Brześcia

Cztery pierwszorzutowe armie i samodzielna grupa operacyjna liczyła łącznie osiemnaście dywizji piechoty, osiem brygad kawalerii. W ich składzie znaleźć się miały niemal wszystkie jednostki KOP-u i kilka Obrony Narodowej. Dwanaście pozostałych aktywnych dywizji piechoty przewidziano dla odwodowych związków operacyjnych. Siedem dywizji rezerwowych stanowiłoby dyspozycyjną rezerwę Naczelnego Wodza. Nie przewidziano możliwości utworzenia dowództw Frontów.